# Creatura
Creatura és una pel·lícula de 2023 en català dirigida i protagonitzada per Elena Martín Gimeno.

## Sinopsi
La pel·lícula explica la història de la Mila, una dona jove i catalana que, després de mudar-se amb la seva parella a una casa d'estiueig familiar a la costa del Maresme, s'adona que la seva pèrdua de desig es troba en si mateixa. Per enfrontar-se a aquest trauma sexual, comença un viatge amb salts enrere on reviu els primers moments de consciència sexual (5 anys) i els anys d'adolescència (15 anys), amb l'esperança de reconciliar-se amb el propi cos.

## Repartiment
- Elena Martín Gimeno com a Mila adulta[4]
- Clàudia Malagelada com a Mila adolescent[5]
- Mila Borràs com a Mila a l'infantesa[5][6]
- Oriol Pla com a Marcel[4]
- Alex Brendemühl com a Gerard[4]
- Clara Segura com a Diana[4]
- Marc Cartanyà com a Gerard[4]
- Carla Linares com a Diana[4]

## Producció
La pel·lícula ha estat produïda per Vilaüt Films, Lastor Media, Avalon PC i Elastica Films. Va ser produït en col·laboració amb Suris/Bishop Film, i va comptar amb la participació de TV3 i Filmin i el suport de l'ICAA, l'ICEC i Creative Media Europe. Es va gravar originalment en català. Els llocs de rodatge a Catalunya inclouen Sant Vicenç de Montalt, l'Escala, Blanes, Barcelona i Sitges.

## Estrena
Es va exhibir per primer cop a la secció de la Quinzena dels Directors del 76è Festival de Canes el 20 de maig de 2023. Es va estrenar als cinemes a Espanya el 8 de setembre de 2023.

## Rebuda

### Crítica
Nikki Baughan de ScreenDaily va considerar que la pel·lícula és una exploració de l'"estreta relació entre la culpa, la vergonya i el desig" hauria d'"atreure l'atenció per la seva història centrada en la dona i la seva forta identitat visual".
Dustin Chang de ScreenAnarchy va considerar que Creatura era "una pel·lícula interessant sobre com la sexualitat femenina espanta els homes".
Randy Meeks d'Espinof va considerar: 'Creatura' es una mirada valiente y sin tapujos hacia el deseo y la represión sexual femenina que plantea una conversación incómoda pero necesaria.

### Premis i reconeixements
El 2023, la pel·lícula va guanyar el premi al millor film europeu de la Quinzena de Cineastes de Canes. Al mateix any va guanyar també el galardó al XII Premi Sant Sebastià-Gipúscoa Film Commission i el VII Premi Dunia Ayaso.
El 2024, en el marc de la gala dels Premis Gaudí, Creatura va rebre sis premis: el premi a la millor pel·lícula, el premi a la millor direcció per a Elena Martín, el premi a la millor actriu secundària per a Clara Segura, el premi al millor actor secundari per a Alex Brendemühl, el premi a la millor intèrpret revelació per a Clàudia Malagelada i el premi al millor muntatge per a Ariadna Ribas, tots ells atorgats per l'Acadèmia del Cinema Català.
| Premi                                             | Data             | Categoria                                                 | Nominat                                 | Resultat  | Ref.          |
| ------------------------------------------------- | ---------------- | --------------------------------------------------------- | --------------------------------------- | --------- | ------------- |
| Festival Internacional de Cinema de Canes         | 27 maig 2023     | Premi Europa Cinemas Label a la millor pel·lícula europea | Elena Martín                            | Guanyador | [ 14 ]        |
| Festival Internacional de Cinema de Sant Sebastià | 30 setembre 2023 | Premi Dunia Ayaso                                         | Creatura                                | Guanyador | [ 15 ]        |
| Festival de Cinema Mediterrani de Brussel·les     | 8 desembre 2023  | Prix Les Grenades                                         | Creatura                                | Guanyador | [ 16 ]        |
| Festival de Cinema Mediterrani de Brussel·les     | 8 desembre 2023  | Prix de la critique UPCB-UCC                              | Creatura                                | Guanyador | [ 16 ]        |
| Premis Feroz                                      | 26 gener 2024    | Millor direcció                                           | Elena Martín Gimeno                     | Nominat   | [ 17 ] [ 18 ] |
| Premis Feroz                                      | 26 gener 2024    | Millor guió                                               | Elena Martín Gimeno, Clara Roquet       | Nominat   | [ 17 ] [ 18 ] |
| Premis Feroz                                      | 26 gener 2024    | Millor actor de repartiment                               | Oriol Pla                               | Nominat   | [ 17 ] [ 18 ] |
| Premis Gaudí                                      | 4 febrer 2024    | Millor pel·lícula                                         | Creatura                                | Guanyador | [ 19 ]        |
| Premis Gaudí                                      | 4 febrer 2024    | Millor direcció                                           | Elena Martín                            | Guanyador | [ 19 ]        |
| Premis Gaudí                                      | 4 febrer 2024    | Millor guió original                                      | Elena Martín, Clara Roquet              | Nominat   | [ 19 ]        |
| Premis Gaudí                                      | 4 febrer 2024    | Millor protagonista masculí                               | Oriol Pla                               | Nominat   | [ 19 ]        |
| Premis Gaudí                                      | 4 febrer 2024    | Millor actriu secundària                                  | Clara Segura                            | Guanyador | [ 19 ]        |
| Premis Gaudí                                      | 4 febrer 2024    | Millor actor secundari                                    | Àlex Brendemühl                         | Guanyador | [ 19 ]        |
| Premis Gaudí                                      | 4 febrer 2024    | Millor interpretació revelació                            | Clàudia Malagelada                      | Guanyador | [ 19 ]        |
| Premis Gaudí                                      | 4 febrer 2024    | Millor fotografia                                         | Alana Mejía González                    | Nominat   | [ 19 ]        |
| Premis Gaudí                                      | 4 febrer 2024    | Millor muntatge                                           | Ariadna Ribas                           | Guanyador | [ 19 ]        |
| Premis Gaudí                                      | 4 febrer 2024    | Millor música original                                    | Clara Aguilar                           | Nominat   | [ 19 ]        |
| Premis Gaudí                                      | 4 febrer 2024    | Millor direcció artística                                 | Sylvia Steinbrecht                      | Nominat   | [ 19 ]        |
| Premis Gaudí                                      | 4 febrer 2024    | Millor direcció de producció                              | Andrés Mellinas                         | Nominat   | [ 19 ]        |
| Premis Gaudí                                      | 4 febrer 2024    | Millor so                                                 | Leo Dolgan, Oriol Donat, Laia Casanovas | Nominat   | [ 19 ]        |
| Premis Gaudí                                      | 4 febrer 2024    | Millors efectes visuals                                   | Cristina Garmón                         | Nominat   | [ 19 ]        |
| Premis Gaudí                                      | 4 febrer 2024    | Millor maquillatge i perruqueria                          | Danae Gatell, Àlex Salvat               | Nominat   | [ 19 ]        |
| Premis Goya                                       | 10 febrer 2024   | Millor director                                           | Elena Martín                            | Nominat   | [ 20 ]        |
| Premis Goya                                       | 10 febrer 2024   | Millor actriu secundària                                  | Clara Segura                            | Nominat   | [ 20 ]        |
| Premis Goya                                       | 10 febrer 2024   | Millor actor secundari                                    | Alex Brendemühl                         | Nominat   | [ 20 ]        |
| Premis Goya                                       | 10 febrer 2024   | Millor actriu revelació                                   | Clàudia Malagelada                      | Nominat   | [ 20 ]        |